# Schlacht bei Guinegate (1513)
Liga von Cambrai (1508–1510) 

Agnadello – Padua – Polesella – Mirandola
Heilige Liga (1510/11–1516) 

Brescia – Ravenna – Navarra – St. Mathieu – Novara – Guinegate – Dijon – Flodden Field – La Motta – Marignano
Vertrag von Noyon – Vertrag von Brüssel
Die Schlacht bei Guinegate (1513), einer französischen Ortschaft in der Picardie, heute Enguinegatte im Département Pas-de-Calais, fand am 16. August 1513 statt, manche Quellen nennen auch den 17. August. Kaiser Maximilian I. und König Heinrich VIII. bezwangen mit ihren Truppen eine französische Streitmacht unter dem Befehl Ludwig I., Herzog von Longueville. Sie ging als zweite „Sporenschlacht“ in die Geschichte ein. Die Auseinandersetzung war ein Krieg im Rahmen der Italienischen Kriege. Der Papst, der römisch-deutsche Kaiser, England und Spanien bekämpften König Ludwig XII.

## Vorgeschichte
1509 trat Ludwig XII. der gegen Venedig gerichteten Liga von Cambrai bei. Er befehligte selbst sein Heer und schlug die Venezianer bei Agnadello. Dann jedoch trennte sich Papst Julius II. nicht nur von ihm, sondern gründete in Oberitalien 1511 eine Heilige Liga gegen Frankreich, der sich Spanien und die Eidgenossen anschlossen. In der Schlacht bei Ravenna (1512) gewann das französische Heer unter Gaston de Foix gegen die Spanier. Doch traten nunmehr der römisch-deutsche Kaiser Maximilian I. und auch Heinrich VIII. von England der Heiligen Liga bei. Hintergrund der Beteiligung Heinrichs VIII. war seine Ehe mit Katharina von Aragón, der Tochter des spanischen Königs Ferdinand. Er erhoffte sich im Pakt mit seinem Schwiegervater Erfolge bei der Rückforderung der Normandie, Guyenne, Anjou und Maine als englische Lehen.
Ferdinand eroberte 1512 auf der Pyrenäen-Südseite das Gebiet des mit Frankreich verbündeten Königreichs Navarra, der nördliche Teil des Königreichs blieb bestehen. In der Schlacht bei Novara im Juni 1513 hatten die Schweizer den Franzosen Mailand abgenommen und sie aus Italien vertrieben. Die Engländer und die Deutschen griffen Frankreich in der Picardie an.

## Schlachtverlauf

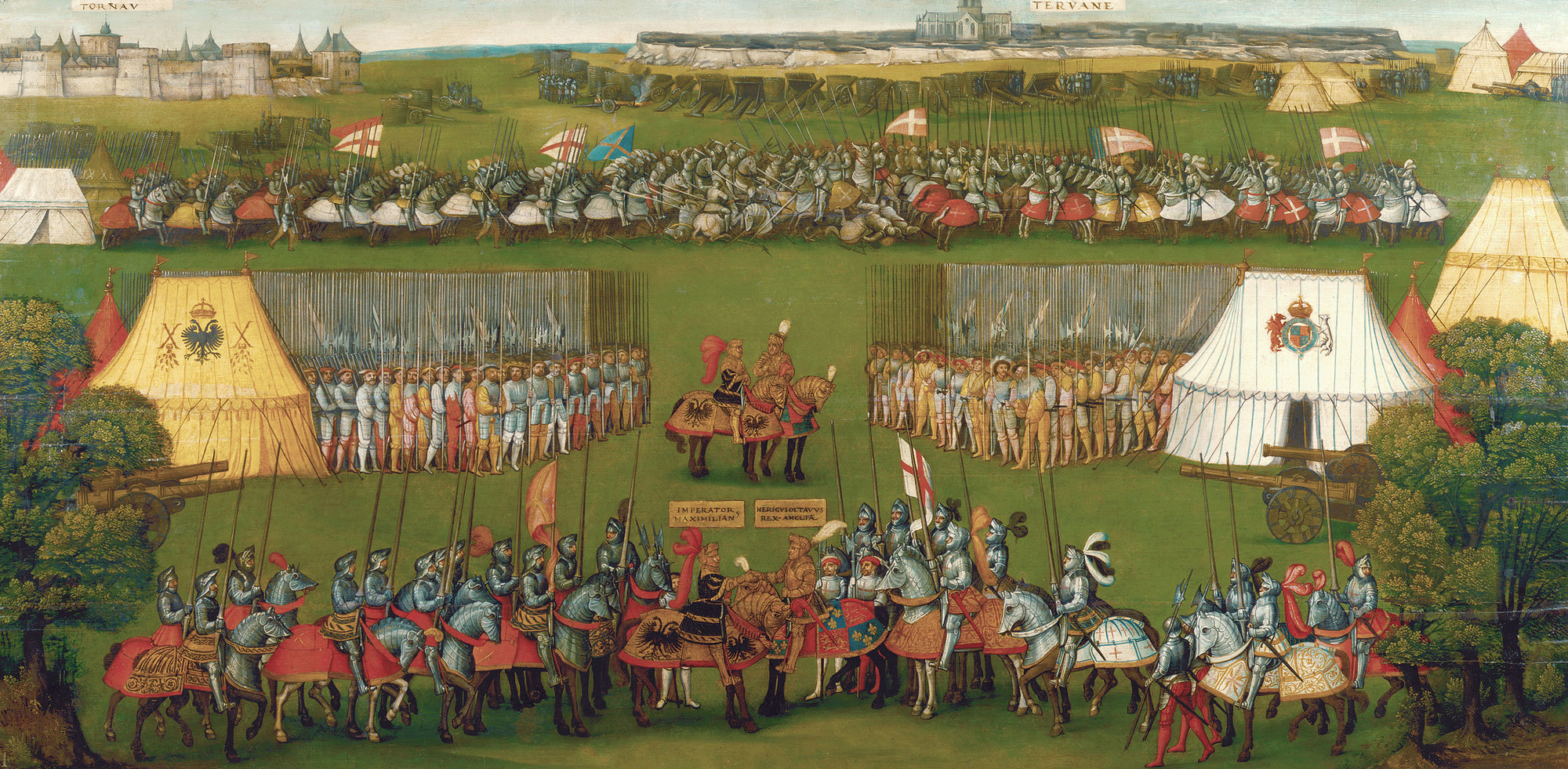
Kaiser Maximilian I. trifft auf König Heinrich VIII., im Hintergrund sind die Schlacht, sowie die Belagerung von Thérouanne zu sehen (unbekannter Maler, etwa 1513)

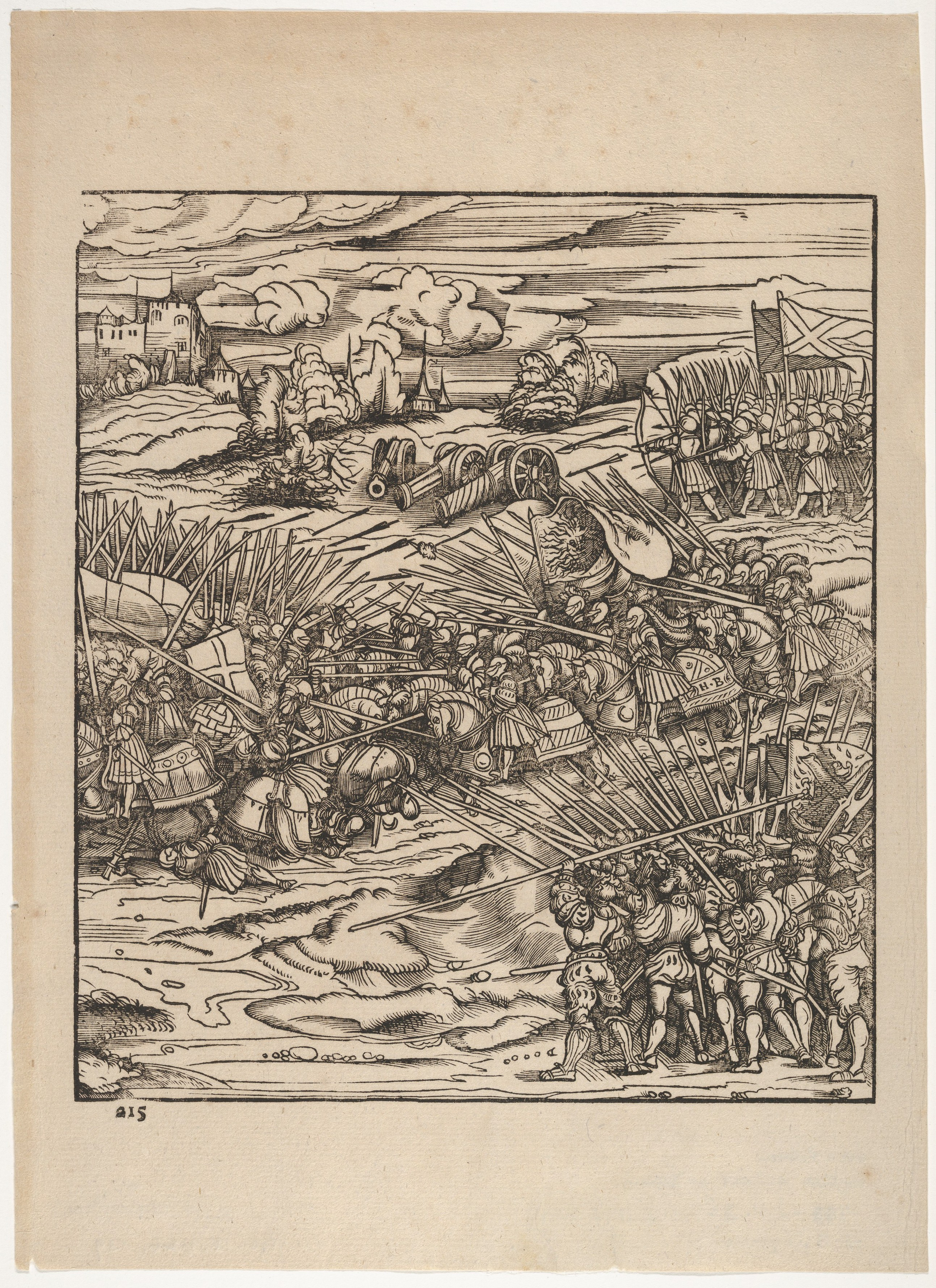
Zeitgenössische Illustration der Schlacht von Hans Burgkmair aus dem Weißkunig. Die englischen Reiter (Mitte rechts), greifen die französische Reiterei (Mitte links) an, die in Unordnung gerät und flieht. Oben rechts die englischen Langbogenschützen.

Heinrich VIII. setzte im Juni 1513 mit einem Heer zwischen 25.000 und 30.000 Mann nach Calais über und zog von dort in die Picardie. Die Armee schlug ihr Lager bei der Festungsstadt Thérouanne auf, die sie belagerte. Maximilian I. stieß mit einer kleineren Truppe zu seinem Verbündeten hinzu. Am 12. August 1513 trafen sich beide Herrscher. Die Gegenseite hatte eine Streitmacht von 7000 Franzosen aufgeboten, die bei Blangy-sur-Ternoise versammelt war.
Heinrich VIII. hatte ungestört mit seiner Armee Thérouanne erreicht, wo die französische Garnison sich tapfer verteidigte, obwohl sie wenig Proviant besaß. Frankreichs Herrscher Ludwig XII. befahl dem Sire de Piennes, koste es was es wolle, Thérouanne mit Nahrung zu versorgen. Die Strategie der Franzosen sah vor, mit einer größeren Masse ihrer Leute die Belagerer in Kämpfe zu verwickeln und damit einer kleinen Mannschaft mit Nachschub den Durchbruch zur Festung ermöglichen. Doch die Engländer bekamen von diesem Plan Wind.
An der Spitze der eingesetzten französischen Soldaten, ausgestattet mit rund 1400 Lanzenträgern, marschierten Jacques II. de Chabannes, Pierre du Terrail, Herzog Ludwig I. von Longueville und der Sire de Piennes. Sie brachen am 16. August nach Guinegate auf, um einen Scheinangriff auf das englische Lager vorzunehmen. Gleichzeitig sollten 800 Mann der leichten Kavallerie aus einer anderen Richtung im Galopp den Belagerungsring bis zur Festung durchbrechen und am Nacken der Pferde hängende Munition beziehungsweise Proviant in den Festungsgraben werfen. Diesen Auftrag erledigten die Reiter erfolgreich.
Unterdessen kam es beim Dorf Guinegate zur Schlacht. Die anrückenden französischen Soldaten gerieten in ein Geplänkel mit der Kavallerie von Heinrich VIII. und Maximilian I., nicht ahnend, dass es im Hinterhalt liegende Gegner geben könne. Die Krieger wurden von den Verbündeten unter dem Befehl Maximilians I. angegriffen. An den Flanken des Schlachtfeldes waren englische Bogenschützen postiert.
Nach einiger Zeit begannen die Franzosen ihren Rückzug. Dabei wurden sie unvorsichtig und verloren teilweise ihre Schlachtordnung, als sie zweier großer Massen an Infanterie und Artillerie der Engländer und Deutschen gewahr wurden, die ihnen den Rückzug abzuschneiden versuchten. Die Truppe geriet in Konfusion und zerstreute sich in alle Richtungen, an nichts anderes denkend, als die Hauptstreitmacht und ihr Lager bei Blangy zu erreichen. Diese plötzliche wilde Flucht so vieler Ritter prägte den Namen Sporenschlacht, denn Sporen leisteten den Franzosen größere Dienste als das Schwert. Viele ihrer Anführer, auch der Herzog von Longueville, Chabannes und Terrail, wurden beim Versuch, die Flüchtenden wieder zu sammeln, vom Feind gefangen genommen. Terrail, ein berühmter Feldherr, wurde von Kaiser Maximilian und König Heinrich VIII. aber ohne Lösegeld entlassen. Etliche andere Gefangene wurden nach London gebracht.
Kaiser Maximilian war der Meinung, man solle den Vorteil gegnerischer Panik und Unordnung ausnutzen und geradewegs auf das französische Lager zumarschieren. Doch Heinrich VIII. und seine Lords stimmten damit nicht überein. Sie wollten die Belagerung Thérouannes fortsetzen. Proviantmangel vor Augen, fiel der Ort in der Woche darauf den Engländern in die Hände. Am 24. August zogen beide Herrscher in den Ort ein. Die Bevölkerung musste ihre Stadt räumen. Der Garnison wurde freier Abzug gewährt, ihren Soldaten mit Lanze, Pike, Pferdegeschirr und dem, was sie tragen konnten. Entgegen der Kapitulationsvereinbarung wurde die Stadt aber zerstört und in Brand gesteckt.
Anschließend rückte das Gros des englischen Heeres zur Belagerung von Tournai ab, das am 24. September die Waffen streckte. Die Verteidiger durften ebenfalls abziehen, mit allem was sie tragen konnten. Eine englische Garnison blieb bei der strategisch wichtigen Festung vor Ort. König Heinrich VIII. kehrte mit den anderen Kriegern nach England zurück.

## Folgen

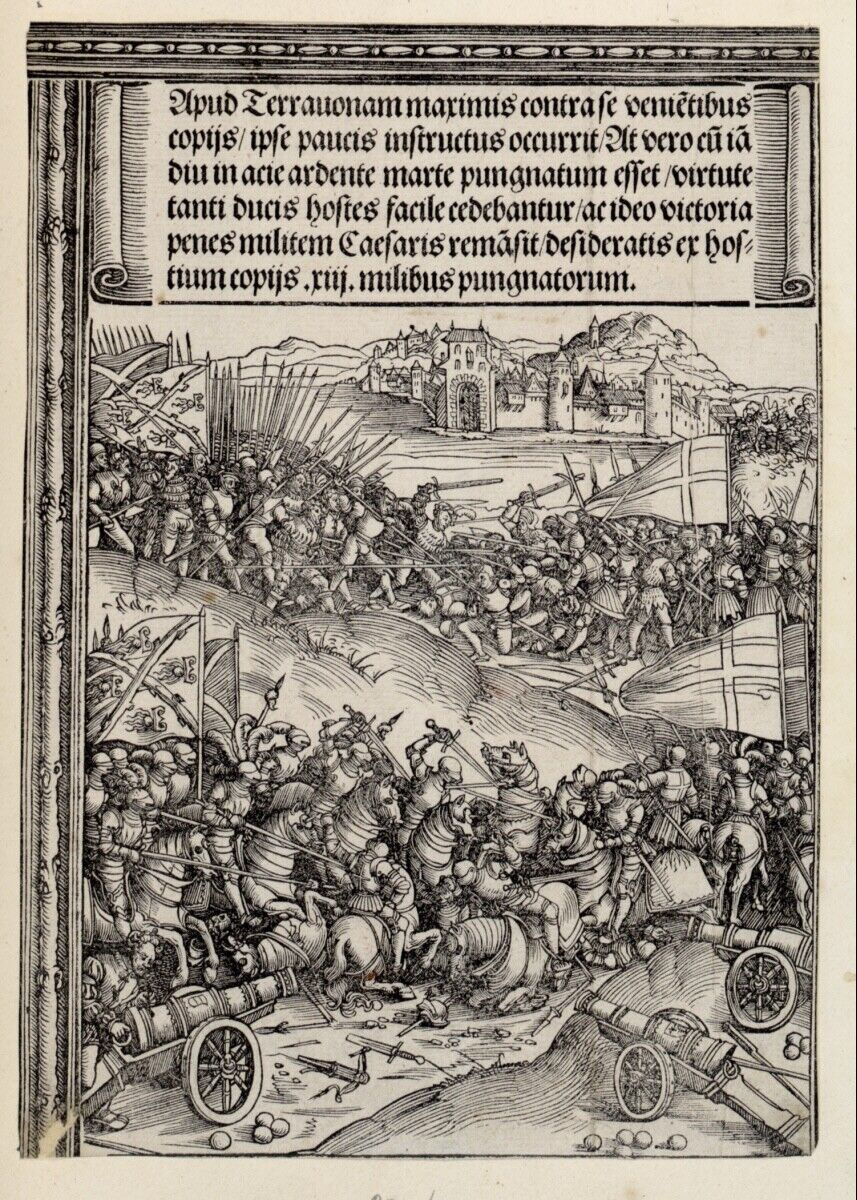

Schottlands König Jakob IV. eilte getreu der Vereinbarungen der Auld Alliance Frankreich mit seinen Truppen durch einen Einfall in Nordengland zu Hilfe. Katharina von Aragon führte in Abwesenheit ihres Mannes die Staatsgeschäfte auf der Insel. Sie ließ Truppen ausheben, gab Thomas Howard, 2. Duke of Norfolk, die Befehlsgewalt und wies ihn an, den Schotten entgegenzuziehen. In der Schlacht von Flodden Field verlor Jakob IV. den Kampf und sein Leben.
Die Aufstellung von Heeren zum Einsatz an weit auseinander liegenden Kriegsschauplätzen überstieg schließlich Frankreichs Möglichkeiten. Die Erschöpfung nötigte Ludwig XII., mit dem Papst, England und Spanien Frieden zu schließen (1514). Durch den Tod von Papst Julius II. im Jahr 1513 war auch die Motivation von päpstlicher Seite geschwächt. Heinrich VIII. hätte zwar gerne den Krieg fortgeführt, schloss sich aber nolens volens einer Friedensvereinbarung mangels weiterer starker Alliierter an.